# 南山大学社会倫理研究所
南山大学社会倫理研究所(なんざんだいがくしゃかいりんりけんきゅうじょ)とは、南山大学の社会教育団体。「人間の尊厳のために」というモットーの内実を明らかにすると共に、「善き生」を支える教養の再建を目指す。

## 概要
1980年5月に設立。所長は丸山雅夫。当初、南山経済倫理研究所という名称だったが、翌年6月に改称された。
複数のプロジェクトの展開や、「社会と倫理」「時報　しゃりんけん」などの発刊を行っている。

## 進行中のプロジェクトとシリーズ講演

### 「構成と平和」
「公正と平和」研究プロジェクトは、マイケル・シーゲル(社会倫理研究所・第一種研究所員)の原案に基づき、山田哲也(社会倫理研究所・非常勤研究員)の協力のもと、企画運営されている。プロジェクトの一環として、2004年より、日本の国際関係(特にアジア諸国及び米国との関係)を倫理的、社会的観点から取り上げる一連のシリーズ懇話会を開催している。

### 「生命倫理の諸問題」
「生命倫理の諸問題」研究プロジェクトでは、全国各地で生命倫理の重要問題に取り組んでいる人を名古屋に招き、研究者のみならず生命倫理に関心のある人々に広く話題を提供することが目指されている。

### 「保護する責任」
このプロジェクトは、「目前にある人道上の危機に対する武力行使の正当性」を巡る近年の議論動向、特に「保護する責任(Responsibility to 
Protect)」について、国際法学・国際政治学だけでなく法哲学・哲学・倫理学をも含む多様な立場から検討を加え、武力行使を巡る問題が「責任」の問題としてとりあげられることの意義・問題点について考察する学際的取り組みである。目下、当該問題に強い関心をもつ研究者の方々を招いたシリーズ懇話会を開催し、共同研究者を募りながら、テーマの射程を探ってる。

### 「経済・経営・倫理」
「企業倫理」や「経営倫理」に留まらない「働くことの倫理」としての「広義のビジネス倫理(a Broader Business Ethics)」を考えることを目指し、CSRをはじめとする企業・経営倫理の研究者、貧困等の社会問題に実践的に取り組むNPO関係者などを招き、働くことと善き生のあり方に関する多様な知に触れる機会を中部地域の人々に提供することを試みている。

## 刊行物
- 社会と倫理
- 時報　しゃりんけん
- 時報　しゃりんけん
- 南山大学社会倫理研究所講演集
- Working Papers Series
- 南山大学社会倫理研究所「ガバナンスと環境問題」研究叢書
- 「社会問題と倫理」ブックレット
- 南山大学社会倫理研究叢書
- 南山大学社会倫理研究所論集「現代社会における技術と倫理」